# アルタニャン
アルタニャン （Artagnan）は、オクシタニー地域圏、オート＝ピレネー県のコミューン。

## 歴史
アルタニャンはビゴール領主であるモンテスキュー家の支配を受けていた。モンテスキュー家の分家には地名が付け足され、モンテスキュー＝アルタニャン家となっていた。母方を通じて、有名な三銃士のダルタニアン（シャルル・ド・バツ＝カステルモール）はこの家系とつながりがある。アルタニャン住民のビグルダン語での別称はEths pepisといい、フランス語でles idiots（愚か者）である。

## 人口統計
| 1962年 | 1968年 | 1975年 | 1982年 | 1990年 | 1999年 | 2006年 | 2011年 |
| ------ | ------ | ------ | ------ | ------ | ------ | ------ | ------ |
| 498    | 480    | 440    | 431    | 436    | 433    | 472    | 500    |

参照元:1999年までEHESS、2004年以降INSEE